# Dexter Scott King
Dexter Scott King (ur. 30 stycznia 1961 w Montgomery, zm. 22 stycznia 2024 w Malibu) – amerykański aktor i producent, drugi syn bojownika o prawa człowieka, pastora Martina Luthera Kinga.
W 1997 spotkał się w więzieniu z Jamesem Earlem Rayem, skazanym za zabójstwo Martina Luthera Kinga. Poparł Raya w staraniach o ponowne wszczęcie procesu w tej sprawie. Wyraził przekonanie, iż za zabójstwem ojca stoją zupełnie inne osoby.
Zagrał w kilku filmach telewizyjnych, wyprodukował kilka filmów dokumentalnych.
Zmarł 22 stycznia 2024 roku w Malibu. 